# Adamus Scotus
Adam Scott, también llamado Adamus Anglicus, Adamus Premostratensis, Adam de Dryburgh y Adam el Cartujo (1127 o 1140, - 1212) fue un religioso angloescocés, monje premostratense de la abadía de Dryburgh y luego cartujo, predicador, teólogo y escritor religioso.
Nació en el área fronteriza de Escocia (Northumberland y Scottish Borders) y probablemente fue alumno de Hugo de San Víctor. Estuvo en la abadía de Dryburgh como monje premonstratense y coadjutor de sus dos primeros abades Roger y Gerard y entre 1184 y 1188 fue abad él mismo; de ahí pasó a Francia, a la comuna de Prémontré, en la Picardía, e impresionado por la visita que hizo al convento cartujo de Val Saint-Pierre de Vervins, renunció a su abadía en Dryburgh y, siguiendo los pasos del abad Roger, primer abad de Dryburgh, que había ingresado en la abadía de Val Saint-Pierre en 1177, resolvió cambiar de orden monástica haciéndose cartujo; Adam volvió a Gran Bretaña y visitó a Hugo de Lincoln, obispo de Lincoln, e ingresó en la cartuja de Whitam (Somerset). Los premonstratenses trataron de hacerlo volver, pero fue en vano.
De carácter alegre, elocuente y poseedor de una portentosa memoria, fue un predicador famoso y prolijo, del que queda un centenar de sermones y numerosos tratados ascéticos y místicos, en que es sensible el influjo de San Bernardo. Entre sus trabajos más conocidos están De tripartito tabernaculo, escrito en Dryburgh en 1180, y Liber de quadripartito exercitio cellae, escrito en Witham. Sus obras fueron publicadas pro vez primera por Egídio Gourmont en París, 1518.

## Obra
- De tripartito tabernaculo, 1180.

- Liber de quadripartito exercitio cellae (El ejercicio cuatro veces mayor de la célula) escrito en Witham ca. 1190. Hasta principios del siglo XX se la atribuían erróneamente a Guigo II.

- Liber de ordine, habitu et professione canonicorum ordinis Praemonstratensis.

- Sobreviven más de 60 sermones.